# Чиконіо
Чиконіо (італ. Ciconio, п'єм. Sicheugn) — муніципалітет в Італії, у регіоні П'ємонт,  метрополійне місто Турин.
Чиконіо розташоване на відстані близько 540 км на північний захід від Рима, 31 км на північ від Турина.
Населення — 385 осіб (2014).
Щорічний фестиваль відбувається 29 червня. Покровитель — San Pietro.

## Демографія
Населення за роками:

Станом на 1 січня 2023 року в муніципалітеті офіційно проживало 10 іноземців з 5 країн, серед них 1 громадянин країн Євросоюзу.

## Сусідні муніципалітети
- Лузільє
- Оценья
- Ривароло-Канавезе
- Сан-Джорджо-Канавезе